# 숨은 요새의 세 악인 THE LAST PRINCESS
《숨은 요새의 세 악인 THE LAST PRINCESS》(일본어: 隠し砦の三悪人 THE LAST PRINCESS)는 2008년 5월 10일 개봉된 일본 영화이다. 동명의 구로자와 아키라 감독 작품을 히구치 신지 감독이 새롭게 메가폰을 잡고 리메이크했다. 주연은 마츠모토 준.

## 개요
1958년 구로사와 아키라 감독의 작품 《숨은 요새의 세 악인》의 리메이크로 2007년 11월 1일부터 촬영 시작. 아소 산, 구마모토성, 이바라키현, 시즈오카현 등에서 촬영을 실시. 총 제작비는 15억엔. 흥행 수익은 9.3억엔.
1958년 버전의 "마카베 로쿠타로" 대신 오리지널 캐릭터인 "타케조"가 주인공이 되는 등, 스토리의 대부분이 1958년 버전과 다른 전개로 제작되었다. 스페셜 에디션 버전 포함 DVD는 2008년 12월 12일 발매되었다. 또한 2009년 10월 30일에 NTV와 아라시의 공동 기획인 《아라시 CHALLENGE★week》의 일환으로 금요 로드쇼에서 지상파 첫 방송되었다.

## 출연
- 타케조 : 마츠모토 준
- 유키히메 : 나가사와 마사미
- 마카베 로쿠로타 : 아베 히로시
- 신파치 : 미야가와 다이스케
- 다카야마 교부 : 시이나 킷페이
- 혼죠큐노신 : 타카시마 마사히로
- 사가나와 무관 : 코우모토 마사히로
- 마타시치 : 코마츠 가츠시게
- 나가쿠라 이즈미 : 쿠니무라 준
- 미츠 : 쿠로세 마나미
- 슈쿠바 습격대・대장 : 카미카와 타카야
- 오사카베의 사무라이 : Kreva
- 노름꾼 : 나마세 카츠히사
- 인신 매매자 : 후루타 아라타
- 군자금 가네호리의 사무라이 : 피에르 타키
- 로쿠로타의 여동생 : 사카노 유카
- 오프닝의 소개 : 오오츠카 아키오

## 스태프
- 제작 : 도미야마 쇼코
- 감독 : 히구치 신지
- 오리지널 각본 : 하시모토 시노부, 기쿠시마 류조, 구로사와 아키라, 오구니 히데오
- 각색 : 나카시마 카즈키
- 음악 : 사토 나오키
- 주제가 : The THREE (호테이 토모야스, KREVA, 카메다 세이지) 〈배신해서 미안〉
- 제작 프로덕션 : 도호 영화 , 씨네 바자
- 영상 제작 : 도호 영상 미술
- 제작 협력 : 영화 〈숨은 요새의 세 악인 THE LAST PRINCESS〉 제작위원회 (도호, NTV, 쇼가쿠칸, 제이 스톰, 요미우리테레비, 츄쿄테레비, 요미우리 신문, 덴츠)
- 배급 : 도호